# Holm, Harbo socken
Holm är en by i Harbo socken, Våla härad, Heby kommun.
Bynamnet syftar på den åkerholme i landskapet där byn ligger. Namnet är av en typ som kan vara forntida. I närheten av torpet Nappan finns ett antal förstörda gravar som möjligen kan höra ihop med byn (RAÄ 11, Harbo).
Byn omtalas första gången i markgäldsförteckningen 1312, och då fanns en skattskydlig bonde här. En Olof i Holm, Harbo omtalas i jordbrev 1418 och 1421. En Karl i byn kom 1492 för lagmansrätten i Uppsala.
1541 fanns här en skattebonde som brukare av 4 öresland. Från 1566 fanns även torpet Nappan här, men bebyggelsen låg öde under större delen av 1600- och 1700-talet och det sentida torp med namnet Nappan som funnits har ingen direkt koppling till 1500-talstorpet.
På 1630-talet delas Holm mellan två bönder. På 1670-talet tillkommer en tredje gård i Holm. På 1730-talet tillkom en fjärde gård.
På 1680-talet låg även soldattorpet för soldaten no 331 vid Västmanlands regemente här, men flyttar efter bara några år till Brattberg.
Under 1600- och 1700-talet fanns även en väderkvarn i byn.
Byn hade sin fäbod vid Järpebo redan på 1600-talet, och ännu 1739. Senare flyttade Holm sin fäbod till Järpens fäbodar på sockenallmänningen.
1890 skedde bodelning mellan fem syskon och den gamla bytomten delades upp då två gårdar flyttades.
I början av 1900-talet förekom trovströtäkt i byn.
1940 fanns 36 personer kvarboende i Holm, och 1981 fanns här 14 personer.
Bland kulturhistoriskt intressant bebyggelse finns en välbevarad bod från 1700-talet kvar i byn.